# Metaphaenodiscus
Metaphaenodiscus is een geslacht van vliesvleugeligen uit de familie Encyrtidae. De wetenschappelijke naam van dit geslacht is voor het eerst geldig gepubliceerd in 1921 door Mercet.

## Soorten
Het geslacht Metaphaenodiscus omvat de volgende soorten:
- Metaphaenodiscus aethiops Annecke, 1974
- Metaphaenodiscus aligarhensis Hayat, 1981
- Metaphaenodiscus bactrianus Trjapitzin, 1972
- Metaphaenodiscus capensis Annecke, 1974
- Metaphaenodiscus karoo Annecke, 1974
- Metaphaenodiscus nemoralis Mercet, 1921
- Metaphaenodiscus umbilicatus (Girault, 1928)
- Metaphaenodiscus watshami Annecke, 1974
- Metaphaenodiscus yasumatsui Myartseva & Trjapitzin, 1979